# Görge Deerberg
Görge Deerberg (* 1963) ist ein deutscher Chemieingenieur.

## Leben
Von 1983 bis 1990 studierte er an der Universität Dortmund Chemie-Ingenieurwesen. 2006 wurde er am Fraunhofer-Institut für Umwelt-, Sicherheits- und Energietechnik UMSICHT stellvertretender Institutsleiter und Geschäftsfeldleiter Prozesstechnik. 2011 wurde er außerplanmäßiger Professor „Umwelt- und Prozesstechnik“ an der Ruhr-Universität Bochum, Fakultät Maschinenbau. Seit 2019 ist er Professor im Lehrgebiet „Umweltwissenschaften“ an der FernUniversität in Hagen, Fakultät Kultur- und Sozialwissenschaften.

## Schriften (Auswahl)
- Zur sicherheitstechnischen Beurteilung von Semibatch-Prozessen mit Gas-Flüssigkeits-Systemen. Stuttgart 1997, ISBN 3-8167-4621-7.
- mit Heyko Jürgen Schultz und Stefan Schlüter: GH-Hydrodestabilisierung: Grundlagen der Destabilisierung ozeanischer Gashydrate. Studie zur Anwendbarkeit des Mammutschlaufenprinzips. Abschlussbericht. Oberhausen 2002.
- mit Joachim Danzig und Erich Jelen: Modifizierung von einheimischen Hölzern durch Imprägnierung mit überkritischem Kohlendioxid. Abschlussbericht zum Vorhaben. Laufzeit: 1.10.2005–31.8.2006. Oberhausen 2006
- mit Thomas Marzi, Volker Knappertsbusch, Anne Marzi, Sandra Naumann, Görge Deerberg und Eckhard Weidner: Fragen zu einer biologischen Technik. Oberhausen 2018, ISBN 3-87468-379-6.